# فرودگاه شهرستان میفلن
فرودگاه میفلن کانتی (به انگلیسی: Mifflin County Airport) یک فرودگاه همگانی بهره‌برداری هوایی با کد یاتا RED است که یک باند فرود آسفالت دارد و طول باند آن ۱۵۲۴ متر است. این فرودگاه در کشور ایالات متحده آمریکا قرار دارد و در ارتفاع ۲۵۰ متری از سطح دریا واقع شده‌است.